# NGC 5963
NGC 5963 ist eine leuchtschwache (LSBG) Spiralgalaxie vom Hubble-Typ Sc im Sternbild Drache am Nordsternhimmel. Sie ist schätzungsweise 36 Millionen Lichtjahre von der Milchstraße entfernt und hat einen Durchmesser von etwa 100.000 Lj. Die Entfernungsmessungen basierend auf den Radialgeschwindigkeiten stimmen nicht mit den rotverschiebungsunabhängigen Entfernungsschätzungen von etwa 89 ± 11 Millionen Lichtjahren überein.
Im selben Himmelsareal liegen die Galaxien NGC 5965, NGC 5969, NGC 5971, PGC 2544663.
Das Objekt wurde am 5. Mai 1788 von William Herschel entdeckt.